# Joaquín Villarino
José Joaquín Villarino Cabezón (Santiago, 1832-ibídem, 29 de julio de 1911) fue un docente chileno. Fue rector del Liceo de La Serena y el primer rector del Liceo Eduardo de la Barra de Valparaíso (1862-1868).

## Biografía
Fue hijo de Francisco Villarino Dupuy y María Josefa Cabezón Martínez-Outes, ambos educadores argentinos que se asentaron en Chile.
Estudió en el Colegio Inglés de Valparaíso entre 1840 y 1845, en el Colegio de José María Núñez y de Manuel Zapata, y luego en el Instituto Nacional de Santiago. Los estudios superiores los hizo en la Universidad de Chile, donde se tituló de ingeniero en minas y agrimensor general en 1854.
Fue profesor de física y matemáticas en varios colegios particulares y en el Liceo de Concepción en 1855. Rector del Liceo de La Serena en 1859 y profesor de historia y literatura en el mismo, pero no alcanzó a desempeñar estos cargos. Rector fundador del Liceo de Valparaíso en 1862 (hoy Eduardo de la Barra), cargo que ejerció hasta 1868. Jefe seccional en el ministerio de Justicia, Culto e Instrucción Pública en 1861; Intendente de Coquimbo el 8 de abril de 1890; trasladado con igual cargo a Valparaíso el 27 de diciembre de 1890 fue reemplazado en enero de 1891. Ministro de Industrias y Obras Públicas del 6 de mayo al 20 de noviembre de 1902. Redactor de los diarios El Correo del Sur de Concepción y El Comercio de Valparaíso.
Fue diputado suplente por Lautaro 1861-1864, jurando el 22 de junio de 1861, y director general del Partido Liberal Democrático desde 1864. En 1891 fue exiliado en Mendoza.
Algunas de sus publicaciones fueron:
- 1865 Álgebra elemental
- 1868 Destitución del rector del Liceo de Valparaíso y su vinculación
- 1875 El candidato del país y del presidente de la República
- 1892 Balmaceda el último de los presidentes constitucionales de Chile
- 1894 El sacrificio de un gran partido